# Блузка

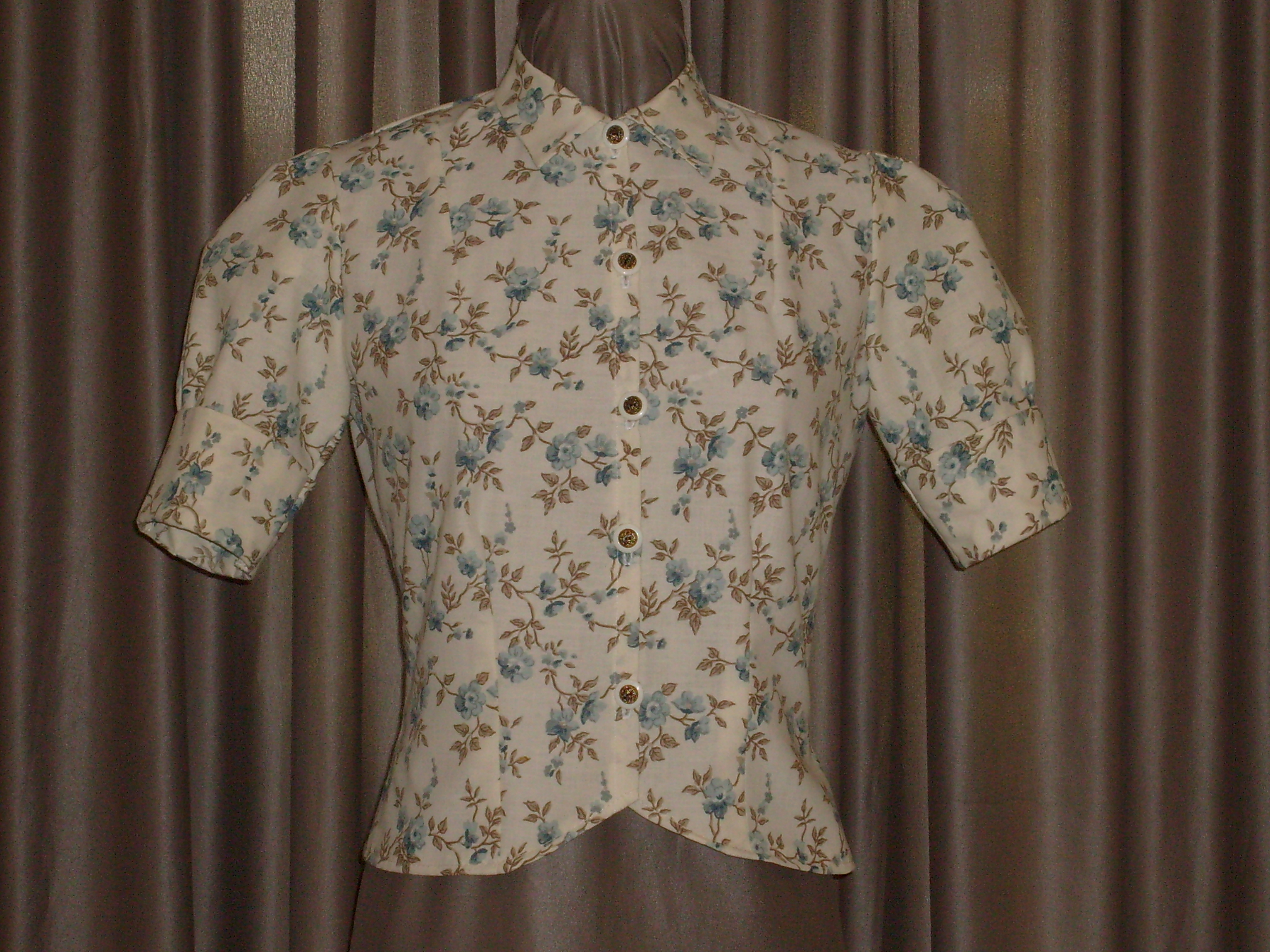
Современная блузка

Блузка (от фр. Blouson — куртка) — женская лёгкая одежда из тонкой ткани в виде короткой приталенной рубашки. Блузка содержит рукава, воротник и манжеты. Часто застёгивается на пуговицы, но бывают и туникообразные блузки. Нередки украшения в виде жабо, оборок, рюша, а также аппликации из бисера. Белая блузка — неотъемлемый элемент строгого делового стиля. Обычно блузки носят вместе с юбками.
Блуза — просторная рубаха, которую носят без пояса. Это преображённое временем средневековое блио. Одежда как мужчин, так и женщин. Особенной популярностью пользовалась у рабочих и сельских жителей.
Издавна являлась частью военной униформы. «Блузниками» называли участников революционных движений.

## История
Начиная с XVII-XVIII веков блуза служила рабочей одеждой крестьян и рабочих, защищая одежду от пыли и грязи, однако существовали и более нарядные блузы, носившиеся по праздникам. Их покрой был очень прост и архаичен. Поверхность блузы могла вышиваться, а рукава собирались в складки-буфы. Подол был длинным — он мог доходить до середины бедра или колен. На блузах могли присутствовать и карманы. Например, во Франции блузы изготовлялись из холста и были преимущественно синего цвета, подол доходил до середины бедра, а на манжетах и у ворота ткань собиралась в сборки, рукава блузы обладали прямыми поликами. В начале XIX века блузы вошли в гардероб городских рабочих и ремесленников, тем самым они противопоставляли носивших сюртуки буржуа. В Шампани нарядные блузы вышивались белыми нитями по вороту, по прорезям карманов, плечам и манжетам рукавов, в Нормандии блуза вышивалась по плечам, манжетам и вокруг выреза ворота, также использовались белые нити. В Англии (преимущественно на юге и в центре) блузу носили крестьяне, фермеры, пастухи, возчики и сельскохозяйственные рабочие. Шили английские рабочие блузы из хлопка, льна и шерсти, а красились они в белый, жёлтый, серый, тёмно-зелёный и синий цвета. Английская блуза обладала широким отложным воротом и прямым разрезом, который мог застёгиваться на одну или несколько пуговиц (также существовали распашные блузы). В вышивке использовались нити в тон основной поверхности блузы. В Российской империи рабочую блузу носили некоторые высококвалифицированные рабочие, например, металлисты и типографские работники. Из употребления в Западной Европе рабочая блуза вышла в начале XX века. Однако блузы подобного покроя и сейчас носится художниками.

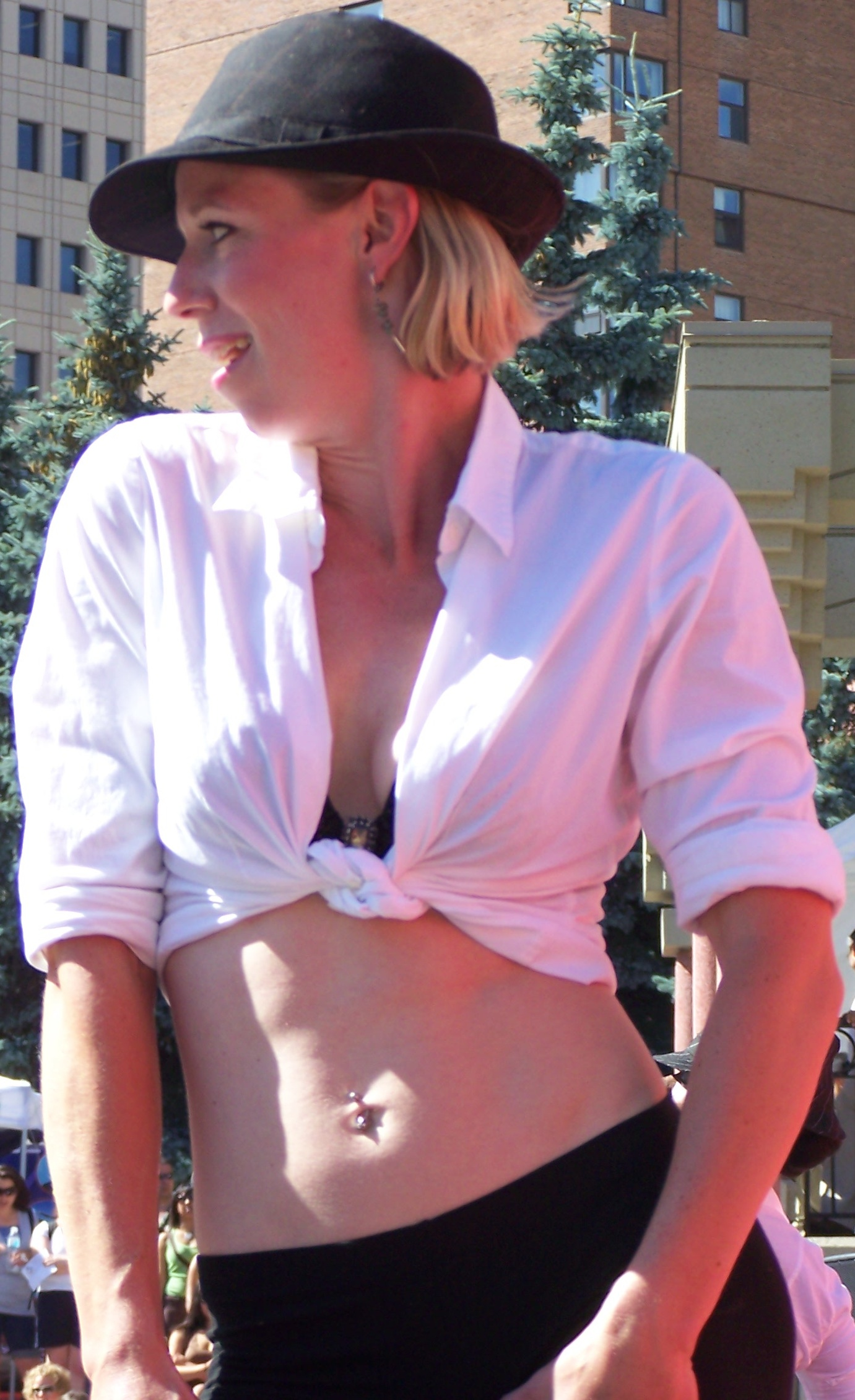
Завязанная на животе блузка — импровизированный короткий топ

Блузка как элемент женской одежды появилась в XIX веке в результате разделения платья на верх (собственно, блузка) и низ (юбка). Ее варианты — «подвязанный топ» или «завязанная рубашка» (англ. tied top, knotted shirt) появились в 1940-х и получили известность в течение 1960-х.